# Ripley (Derbyshire)
Pour les articles homonymes, voir Ripley.
Ripley est une ville anglaise, chef-lieu du district d'Amber Valley dans le comté du Derbyshire. Lors du recensement de 2021, elle totalisait 19 439 habitants.

## Personnalités liées à la ville
- Joan Bridge (1912-2009), costumière, y est née ;
- Alec Horsley (1902-1993), hommes d'affaires de Hull, Quaker et partisan du mouvement pour la paix, y est né ;
- George Lowe (1924-2013), alpiniste, explorateur, réalisateur et professeur néo-zélandais, y est mort ;
- Perceval Allen (1880-1955), artiste lyrique, y est née ;
- Barnes Wallis (1887-1979), ingénieur et inventeur britannique, principalement connu pour l'invention des bombes rebondissantes, y est né.

## Jumelage
- Lons-le-Saunier (France) depuis 1971[2]

### Traduction
- (en) Cet article est partiellement ou en totalité issu de l’article de Wikipédia en anglais intitulé « Ripley, Derbyshire » (voir la liste des auteurs).